# Viktor Ageyev
Viktor Ageyev (en ruso: Виктор Иванович  Агеев, Moscú, RSFS de Rusia; 29 de abril de 1936-30 de enero de 2023) fue un jugador de waterpolo soviético que ganó tres medallas olímpicas.

## Carrera
Debutó con la selección nacional en Melbourne 1956 donde ganó la medalla de bronce donde jugó dos partidos. Volvería a participar en Roma 1960 donde ganó la medalla de plata y quedó por detrás de Italia, torneo donde también jugaría dos partidos. En Tokio 1964 repetiría con la medalla de bronce, con la diferencia de que jugaría en seis partidos y anotó dos goles.